# Ban Tetsugyu Soin
Ban Tetsugyu Soin (Hanamaki, 4 de junio de 1910 – Tokio, 21 de enero de 1996) ha sido un Maestro Zen japonés; sucesor de Harada Daiun Sogaku, fue uno de los primeros en abrir sus enseñanzas a los practicantes occidentales.

## Biografía
Ban Tetsugyu Soin es ordenado Monje Soto Zen en 1917, en Fuchizawa, por el Maestro Engaku Chimyo del que, algún tiempo después, recibiría la Transmisión del Dharma. Desde 1931, hasta 1938, practicó en el Monasterio Hossin-ji, que era guiado por el Maestro Harada, de quien probablemente adoptó el método que combinaba la práctica de koans con las formas de la tradición Soto. Más adelante, se convierte en estudiante de la Universidad de Komozawa, donde se licenció en 1941.
En 1947 se convirtió en Tanto, segundo cargo en importancia en los monasterios zen tras el de Maestro, en aquel de Hosshin-ji. Al año siguiente, asume el mismo cargo en el Monasterio Rinzai Hoon-ji de Kioto, recibiendo, en ese mismo año, la Trasmisión del Dharma por parte del Maestro Harada, convirtiéndose en Abad del Monasterio Soto Tosho-ji de Tokio. Más tarde, fundó los Monasterios Kannon-ji en Iwate, y Tetsugyu-ji en Oita.
Tetsugyu Soin fue uno de los primeros Maestros Zen japoneses en abrir las puertas a los discípulos occidentales que deseaban aproximarse a sus enseñanzas. Se hace particularmente famoso el caso de la Monja Maura Soshin O'Halloran, que relató los años pasados en el Monasterio Tosho-ji en su diario Corazón  Puro, Mente Iluminada. Otros casos notables similares dignos de señalar, son aquel del estadounidense Paul Tesshin Silverman quien, al suceder a Soin como Abad de Tetsugyu-ji, se convierte en 1993 en el primer abad occidental de un monasterio japonés, y del italiano Carlo Zendo Tetsugen Serra quien, como misionero, llevó sus enseñanzas a Italia, fundando los Monasterios Enso-ji en Milán, y Sanbo-ji en la provincia de Parma.
Tetsugyu Soin se retiró de su cargo de Abad de Tosho-ji en 1992, dejándoselo en herencia a Tetsujyo Deguchi, actual Abad de dicho monasterio de Tokio. Murió cuatro años más tarde, en la capital japonesa, a la edad de ochenta y siete años.